# Denis Talbot
Pour les articles homonymes, voir Talbot (homonymie).
Denis Talbot, né en 1959, est un animateur de télévision québécois, actuellement à l'animation de Radio Talbot sur Twitch. Mieux connu pour son émission M.Net diffusée en direct à MusiquePlus de septembre 1998 à décembre 2014. Il avait alors 26 ans d'ancienneté sur la chaîne de MusiquePlus. L’émission avait comme sujet l’informatique et plus précisément les jeux vidéo, les logiciels et les gadgets se reliant au monde de l'informatique, qui y étaient critiqués par l'animateur et les chroniqueurs. Denis Talbot a critiqué pas moins de 400 jeux en ondes.
Il est toujours possible de le suivre sur Twitch, où il anime son émission Radio Talbot, qui existe depuis plus de 15 ans. Il y discute avec ses nombreux collaborateurs de l’actualité touchant les jeux vidéo et la technologie. 

## Parcours
En septembre 1986, il animait le magazine artistique Diversion diffusé en soirée sur TVJQ,, remplaçant Marc Carpentier. En août 1989, Denis est le nouvel animateur de Fax : L'infoplus à MusiquePlus, succédant à Paul Beauregard, en compagnie de Bernadette Li et les collaborateurs Chantal Mondoux et Stéphane Le Duc, ainsi que de nombreux blocs de vidéoclips. En 1991, il apparaît dans quelques vidéoclips, dont La Canada d'André-Philippe Gagnon. À l'automne 1991, on lui confie l'animation du jeu musical Rockambolesque : Le Quiz, comptant sur la collaboration humoristique de François Pérusse, ainsi qu'à l'automne 1992, l'émission des nouveautés en vidéoclips Projection, puis à l'automne 1993, l'émission d'une heure Les Aventures du Grand Talbot tournée à différents endroits du Québec (pilote d'un CF18 à Bagotville, au Festival de montgolfières de Gatineau, cours d'ultra-léger à Saint-Jovite, École nationale de police du Québec à Nicolet, en parachute à Valcourt, etc.), ainsi que quelques endroits hors Québec comme la Tunisie. L'émission est entrecoupée de parodies réalisées par Alain Simard, compilées dans l'émission Parodies sur terre. Les Aventures prennent fin après cinq saisons. À l'automme 1998, il anime l'émission M.Net avec plusieurs collaborateurs durant seize ans dans les studios de MusiquePlus.
Depuis 2005, il anime aussi un podcast, Radio-Talbot, où il discute de l'actualité technologique et des nouveaux jeux vidéo avec certains de ses chroniqueurs de M.Net.

## Présence sur Internet
Ses sites Internet radiotalbot et twitch.tv/radiotalbot jouissent d’une grande communauté. À elle seule la chaîne Twitch de Radiotalbot compte  au dela de 30 000 membres.
À propos de son site, Denis Talbot écrit : « Notre vocation est simple : informer du mieux de nos connaissances nos membres en plus de leur offrir un lieu de rencontre où ils peuvent échanger et discuter dans le respect. Les ordinateurs et les jeux vidéo… c’est ma vie ! ».
Depuis le 28 novembre 2005, il diffuse une baladodiffusion (Podcast Web) qui se nomme Radio-Talbot, chaque lundi vers 20 h avec plusieurs collaborateurs, dont Ian Richards, François « Frank the Tank » Lapierre-Messier et Benoît « Ben the Man » Gagnon. Cette émission traite de mêmes sujets que son émission télévisée. L'émission est écoutée ou téléchargée en balado par plus de 21 000 auditeurs dans le monde.
Sur Vigilancesurlenet.com, Denis Talbot présente, en cinq vidéos, des conseils sur la sécurité sur Internet.
En décembre 2014, après plus de 16 ans à la barre de M.Net, une émission phare de la chaîne MusiquePlus et qui était vénérée par les adeptes de la technologie au Québec, il a su, contre toute attente, que son émission ne reviendrait pas en 2015.
En janvier 2015, à la suite de la perte de son émission, son podcast, Radio-Talbot, diffusé sur Twitch les lundis, revient, mais cette fois-ci, Denis et son équipe de collaborateurs sont présents trois fois par semaine, soit les mardis, les mercredis et les jeudis.

## Son Top 5 de jeux à vie
Son Top 5 à vie :
1. Tom Clancy’s Rainbow Six (la série)
2. Battlefield 2
3. MS Flight Sim (la série)
4. Half-Life (la série)
5. Call of Duty 4: Modern Warfare

## Film
Denis Talbot a fait une apparition dans le film Les Dangereux.

## Vie personnelle
À la fin des années 1990, sa maison a été victime d'un violent incendie. De plus, en février 2009, il brille par son absence le temps d'une émission, en voyage au Kazakhstan pour l'adoption de son enfant Samuel Talbot qui deviendra ensuite un plongeur canadien

### Pages connexes
- Les Mystérieux étonnants
- MusiquePlus